# Bulgarie aux Jeux olympiques de 1896
La Bulgarie participe aux premiers Jeux olympiques de 1896 à Athènes. Elle est représentée par un seul athlète originaire de la Suisse, Charles Champaud.
Selon le Comité olympique bulgare, le professeur Todor Yonchev, président du club de gymnastique Yunak de Sofia, a coordonné une équipe de quatre gymnastes bulgares pour participer à ces premiers jeux modernes lors des épreuves de gymnastique. Mais seul Charles Champaud participe à trois concours. La Bulgarie fait donc partie des délégations présentes aux premiers Jeux olympiques de l'ère moderne.

## Engagés par sport

### Gymnastique
Charles Champaud fit le concours de barres parallèles, de cheval d'arçon et de saut de cheval. Le jury ne donna pas de notes mais attribua seulement les deux premières places. Son classement dans ces disciplines n'est pas connu.